# جان میلیوس (محقق)
جان میلیوس (John Milios) (متولد ۱۹۵۲ میلادی)، دانشمند علوم اجتماعی و محقق اقتصاد مارکسیستی یونانی بود. او استاد اقتصاد سیاسی و تاریخ اندیشه اقتصادی در دانشگاه ملی فنی آتن است. میلیوس نویسنده چندین کتاب علمی بوده و همچنین مدیر فصلنامه نظریهٔ اقتصادی Theseis است.
او تا ماه مارس ۲۰۱۵ مشاور ارشد اقتصادی حزب چپی یونانی SYRIZA بود.

## اوان زندگی و تحصیلات
جان میلیوس در سال ۱۹۵۲ میلادی، در آتن به عنوان پسر یک حقوقدان و دندانپزشک متولد شد. او که در کالج آتن حضور یافته بود، قبل از این‌که مهندسی مکانیکی را در دانشگاه فنی دارمشتات، آلمان و آتن که در آنجا در سال ۱۹۸۱ میلادی دکترایش را به‌دست آورد، از همان کلاس نخست‌وزیر اسبق، گئورگ پاپاندرئو فارغ‌التحصیل شد.
میلیوس در جریان مطالعاتش به اقتصاد سیاسی علاقه‌مند شده و در سال ۱۹۸۲ میلادی مجله ربع‌وار نظریهٔ اقتصادی Theseis را تأسیس کرد. او در سال ۱۹۸۸ میلادی دکترای دومش را در مطالعات اجتماعی و اقتصادی از دانشگاه اوسنابروک، آلمان به دست آورد.

## حرفهٔ سیاسی
او حداقل از سال ۲۰۱۲ تا مارس ۲۰۱۵ مشاور ارشد اقتصادی سیریزا بود. رهبر سیریزا، آلکسیس سیپراس دولت ائتلافی (کابینه سیپراس) را پس از انتخابات ۲۵ ژانویه ۲۰۱۵ رهبری می‌کند. میلیوس در ماه فوریه طرحی را برای شروع مبارزه اقتصادی اروپا پیشنهاد کرد. این طرح شامل خرید بدهی‌ها از کشورهای منطقه یورو توسط بانک مرکزی اروپا می‌شد. این طرح بدهی‌ها را تا زمانی که تولید ناخالص داخلی (GDP) به پنج برابر ارزش فعلی آن افزایش یابد، نگه‌می‌داشت. («اوراق مرتبط با تولید ناخلص داخلی») میلیوس ایده‌های مشابه را در سال ۲۰۱۴ نیز پیشنهاد کرده بود.

## نظریهٔ اقتصادی
در رابطه با مفهوم مارکسیستی شکل آرش، میلیوس نظریهٔ پولی ارزش را طوری استدلال می‌کند که «پول شکل مهم ظاهری ارزش (و سرمایه) است طوری که قیمت‌ها تنها شکل ظاهری ارزش کالاها را شکل می‌دهند».
میلیوس بیش از دویست مقاله در مجلات داوری (به یونانی، انگلیسی، المانی، فرانسوی، اسپانیایی، پورتگالی، ایتالیایی و ترکی) نوشت و بیش از ۱۰ کتاب علمی را در رابطه با اقتصاد مارکسیستی تألیف کرده یا یکی از مؤلفین آنها بوده‌است.